# Ole Christensen

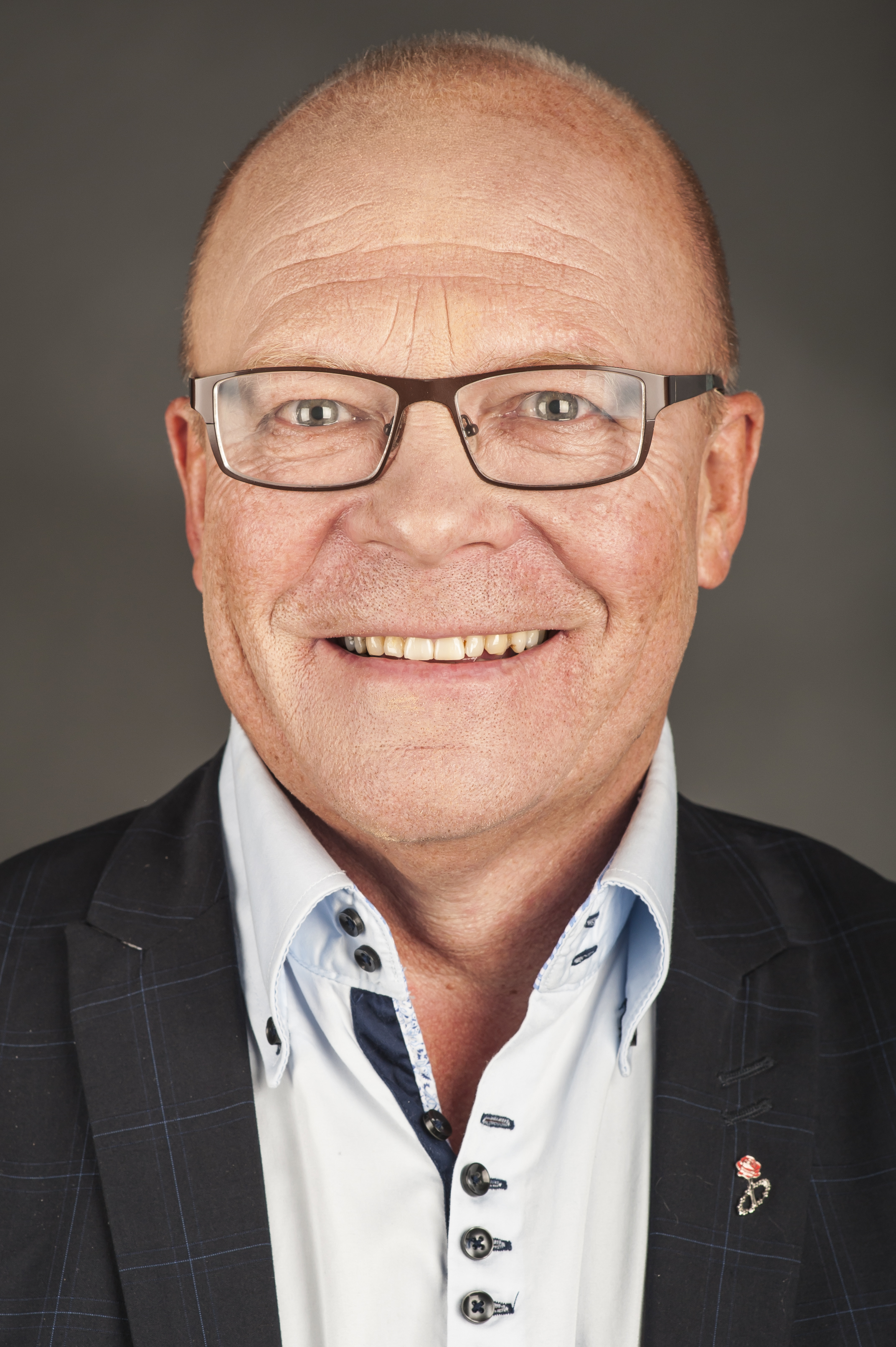
Ole Christensen

Ole Christensen (* 7. Mai 1955 in Pandrup, Nord-Jütland) ist ein dänischer Politiker und Mitglied des Europäischen Parlaments. Er ist Mitglied der Sozialdemokraten Dänemarks, die Teil der Partei der Europäischen Sozialisten ist, und ist Mitglied des Komitees für Arbeit und Soziales im Europäischen Parlament.
Christensen ist gelernter Betriebswirt. 1971 bis 1976 arbeitete er als Eisenwarenhändler. 1976 trat er in das Leibregiment der Königin ein und tat dort bis 1990 seinen Dienst. 1980 bis 1990 war er Betriebsrat im Leibregiment der Königin.
1990 absolvierte Christensen eine Ausbildung zum Leistungssport-Trainer/Berater an der Trainerschule Aalborg. Im Anschluss war er dort bis 1992 als Fachlehrer tätig. Es folgten verschiedene Beratertätigkeiten, wie etwa Unternehmensberater in der Wirtschaftskammer Aalborg (1992 bis 1998), Arbeitsmarktberater bei der Gewerkschaft SID Nordjütland (2002 bis 2004) und seit 2004 Berater des dänischen Gewerkschaftsbunds Landsorganisationen i Danmark in Nordjütland.
Christensens politische Karriere begann in den 80er Jahren. So war er 1982 bis 1989 Stellvertretender Vorsitzender der Sektion Brovst der Landsorganisationen i Danmark und von 1984 bis 1988 Vorstandsmitglied der Soldaten- und Unteroffiziersgewerkschaft HKKF, die Mitglied des Gewerkschaftsbundes ist. 1989 bis 2004 war Christensen Mitglied des Stadtrats von Brovst. In dieser Zeit war er von 1998 bis 2002 Bürgermeister sowie 2002 bis 2004 Vize-Bürgermeister der Stadt.
Christensen war stellvertretender Vorsitzender des Arbeitsmarktrats Nordjütland (2001 bis 2004), Vorsitzender des Sozialausschusses und Mitglied des Rates des Gemeindeverbands Nordjütland (2002 bis 2004).

## Derzeitige Posten als MdEP
- Mitglied im Ausschuss für Beschäftigung und soziale Angelegenheiten
- Mitglied in der Delegation für die Beziehungen zu Indien
- Stellvertreter im Ausschuss für internationalen Handel
- Stellvertreter im Fischereiausschuss
- Stellvertreter im Ausschuss für regionale Entwicklung
- Stellvertreter in der Delegation für die Beziehungen zu Südafrika